# Macrojoppa rufobrunnea
Macrojoppa rufobrunnea är en stekelart som först beskrevs av Embrik Strand 1921.  Macrojoppa rufobrunnea ingår i släktet Macrojoppa och familjen brokparasitsteklar. Inga underarter finns listade i Catalogue of Life.